# حنان بورات
حنان بورات (بالعبرية: חנן פורת‏) (5 ديسمبر 1943 - 4 أكتوبر 2011) كان حاخامًا أرثوذكسيًا إسرائيليًا ومعلمًا وسياسيًا.
كان عضوًا في الكنيست عن حزب تهيا والحزب الديني الوطني وتكوما والاتحاد الوطني بين عامي 1981 و1984، وبين عامي 1988 و1988. 1999.

## دراسته
ولد حنان سبيتزر (بورات لاحقًا) في كفار بينس خلال فترة الانتداب البريطاني.درس بورات في مدرسة بني عكيفا الثانوية، ويشيفات كيرم بيافنة، وكلية مركاز هراف التلمودية، ورُسم حاخامًا. وعمل مدرسًا دينيًا في عدة مدارس دينية.

## احتلال القدس
وهو أحد الشخصيات الرئيسية التي ظهرت في كتاب يوسي كلاين هاليفي مثل الحالمين: قصة المظليين الإسرائيليين الذين أعادوا توحيد القدس وقسموا أمة.
خدم في لواء المظليين 55 الإسرائيلي خلال حرب الأيام الستة، وكان من بين القوات التي استولت على جبل الهيكل واحتلت القدس الشرقية. خلال هذه اللحظة من تاريخ إسرائيل، نُقل عنه قوله: "نحن نكتب الفصل التالي من الكتاب المقدس". وقال لاحقًا إن النصر الإسرائيلي كان يجب أن يصبح عيدًا وطنيًا.

## الاستيطان
بعد حرب الأيام الستة، ساعد في إعادة تأسيس كتلة غوش عتصيون الاستيطانية في الضفة الغربية. وأقنع رئيس الوزراء ليفي إشكول بمنح الإذن بالاستيطان في غوش عتصيون. قام أولاً بإعادة تأسيس مجتمع كفار عتصيون. بعد ذلك، قام مع الحاخام يوئيل بن نون بتأسيس المدرسة الدينية هار عتصيون ومجتمع ألون شيفوت. قاموا بتجنيد الحاخام يهودا أميتال لرئاسة المدرسة الدينية الجديدة، وبعد عامين، جاء الخاخام أهارون ليختنشتاين ليشارك في رئاسة المدرسة الدينية إلى جانب أميتال.
أصيب بورات بجروح بالغة في حرب يوم الغفران عام 1973 على ضفة قناة السويس. وكان من بين مؤسسي حركة غوش إيمونيم، التي أسست أكثر من 100 مستوطنة إسرائيلية. في عام 1975، قاد عملية تأسيس إيلون موريه، أول مستوطنة إسرائيلية في الضفة الغربية، في سبسطية.

## وفاته
توفي بورات في 4 أكتوبر 2011، عن عمر يناهز 67 عامًا، بسبب السرطان.

## الحياة السياسية
وفي انتخابات 1981انتخب عضواً في الكنيست على قائمة تيهيا. واستقال في 7 آذار (مارس) 1984، قرب نهاية فترة ولاية الكنيست، وحل محله تسفي شيلواه. وبعد إخلاء ياميت عام 1982، أعلن عن نيته بناء مستوطنات جديدة في أجزاء من أرض إسرائيل التي لم تكن في أيدي الإسرائيليين بعد. وفي عام 1995، أقنع رئيس الوزراء إسحق رابين بعدم تسليم قبر راحيل إلى السلطة الفلسطينية. وحاول تكرار ذلك في عام 2008. وقبل فك الارتباط الإسرائيلي عن غزة، أصدر تعليماته للشباب في نيفي ديكاليم في غوش قطيف لتعطيل قوات الإخلاء.

## الحزب الصهيوني الديني
وفي عام 1988، عاد إلى الكنيست، وهذه المرة كعضو في الحزب الوطني الديني. وأعيد انتخابه في عامي 1992 و 1996. وفي عام 1996 عين رئيسًا للمجموعة البرلمانية للحزب الوطني الثوري، ولكن في 4 مارس 1999، ترك هو وتسفي هيندل الحزب لتأسيس حزب جديد، سُمي في البداية إيمونيم، ثم أعيدت تسميته لاحقًا بتكوما (الحزب الصهيوني الديني).
قبل انتخابات 1999، شكل تكوما تحالفًا مع أحزاب يمينية صغيرة أخرى، أطلق عليه اسم الاتحاد الوطني. احتل بورات المركز الثالث في قائمة الاتحاد،  وأعيد انتخابه مرة أخرى. ومع ذلك، فقد استقال من الكنيست في 20 أكتوبر من ذلك العام، وحل محله هيندل.

## روابط خارجية
- حنان بورات على الموقع الإلكتروني للكنيست